# Graszode

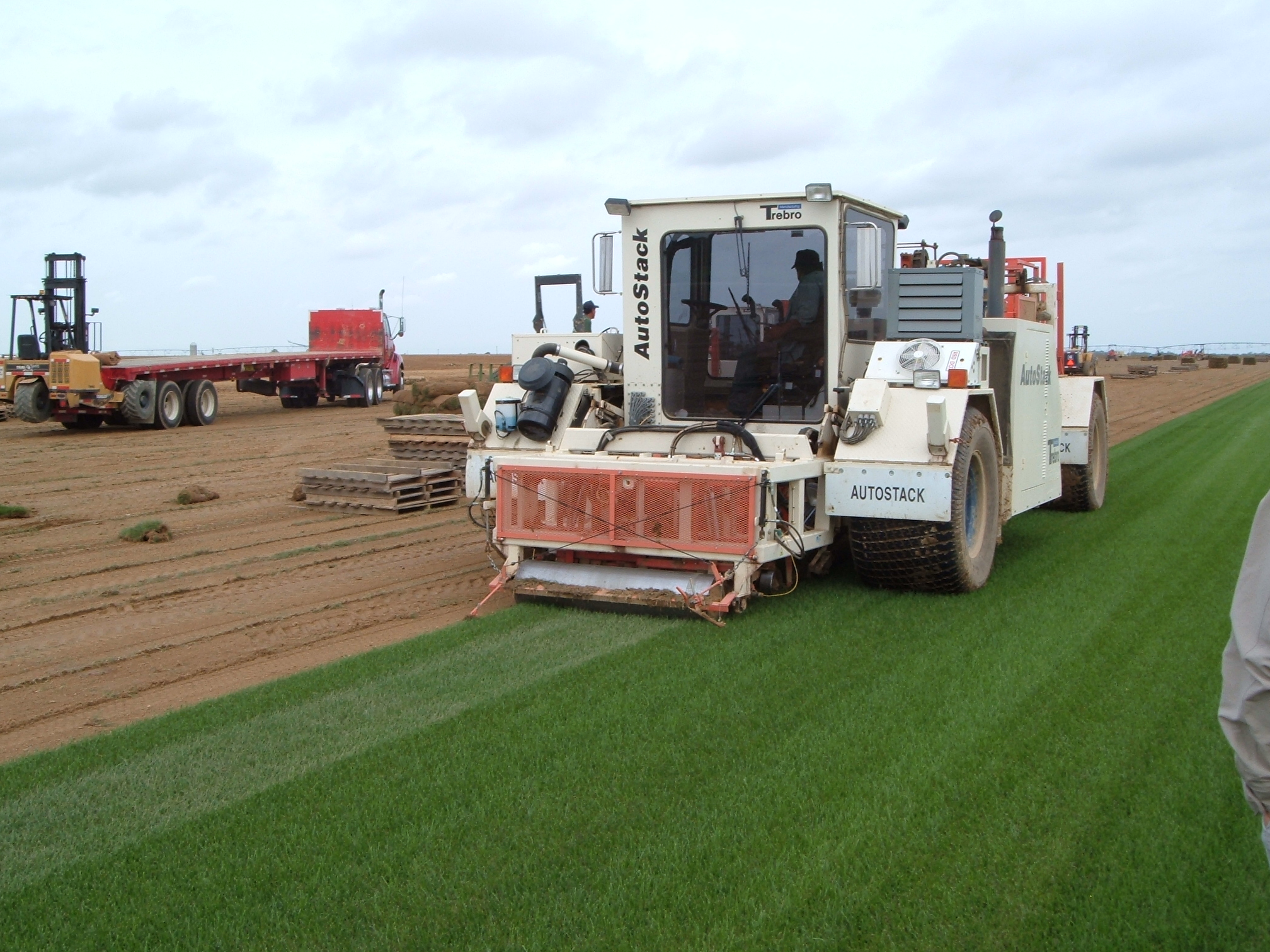
Snijden van graszoden

Een graszode is een dunne plak bestaande uit bovengrondse plantendelen, weinig aarde en wortels van gras. Ze worden gebruikt voor de aanleg van gazons.
Ook kunnen met een spade uit de bovenste 20 cm van de weide graszoden gestoken worden voor het gebruik als warmte-isolator om een kampvuur in te dammen, of om de balken of palen van een tafelvuur te beschermen.
Graszoden die gebruikt worden in tuinen zijn te onderscheiden in een aantal verschillende soorten:
- Speelgazon – voor met name kinderen geschikt, erg sterk.
- Sportgazon – voor intensiever gebruik, door de samenstelling van verschillende grassoorten is dit type grasmat geschikt voor intensief gebruik.
- Siergazon – niet geschikt voor intensief gebruik en moet regelmatig (1 tot 2 keer per week) worden gemaaid.